# Битка за Босански Шамац
Битка за Босански Шамац је вођена од 17. априла до 18. априла 1992. године између Српске добровољачке гарде и Полиције Републике Српске, с једне стране и Територијалне одбране Републике Босне и Херцеговине, Хрватске војске и Хрватског вијећа одбране, с друге стране, у првој фази рата у Босни.

## Позадина
Општина Шамац је сјевероисточна општина Републике Српске и централна је општина у Посавини. Око Шамца се налазе општине: Градачац, Пелагићево, Доњи Жабар, Вукосавље, Домаљевац-Шамац, Модрича, Орашје, Оџак, а на сјеверу су ријека Сава и Република Хрватска. До Дејтонског мировног споразума општина се простирала на 219, а данас на 184 km², јер су по Дејтонском споразуму села Базик, Домаљевац и Пруд, те дио села Гребница — припали Федерацији БиХ.
Према попису из 1991. године општина Шамац је имала 32.900 становника, 17.300 Хрвата, 13.200 Срба, 2.200 Муслимана и 2.200 осталих. У граду Шамцу је живело око 6.200 становника, већину су чинили муслимани.

## Битка
ХВО је почетком априла формирао 104. ХВО бригаду под "РАКЕТАШКИ ШТРУМПФОВИ" у граду Шамац, били су и присутни припадници ТО БиХ. Шамац спајао снагама ХВО-а Орашија са остатком Посавине под контролом ХВО-а, због чега су српске из општине Шамца и добровољци из Југославије покренули напад.
У рано јутро 17. априла 1992. припадници Српске добровољачке гарде и Полиције Републике Српске покрећу напад на општина Шамац. Без знатног отпора су елиминисали ХВО снаге из села Горњег Хасића, Доњег Хасића, Новог Села, Тишине, Засавице, Гребнице и Средње Слатине. У градским борбама су биле присутне и јединице ТОБиХ. Увече полиција РС, Арканови тигрови и остали наоружани Срби из сусједних села ослободили су луку, полициску станицу, фабрике, гранични прелаз па и на крају цео град, а јединице ТОБиХ и ХВО су се повукле преко реке Босне. Сутрадан ХВО снаге су поново покренуле напад на град из правца Пруда, у нади да поново заузму Шамац. Борба је избила и око Пруђанског моста. Али упркос жестоким ударом напад је одбијен од стране ЈНА. У току борбе је уништен Пруђански мост.

## Посљедице
Тачно мјесец дана након завршетка борбе за Шамац је формирана 2. посавска бригада Војске Републике Српске и била је у саставу Источно-босанског корпуса ВРС. Ова бригада је учествовала у операцији Коридор 92.